# Дифосфид осмия
Дифосфид осмия — бинарное неорганическое соединение
осмия и фосфора
с формулой OsP2,
кристаллы.

## Получение
- Сплавление стехиометрических количеств порошков осмия и красного фосфора:

{\displaystyle {\mathsf {Os+2P\ {\xrightarrow {500-1000^{o}C}}\ OsP_{2}}}}

## Физические свойства
Дифосфид осмия образует кристаллы
ромбической сингонии,
пространственная группа P nnm,
параметры ячейки a = 0,5098 нм, b = 0,5898 нм, c = 0,2918 нм, Z = 2.
Является полупроводником n-типа
.